# Nosotros los pobres
Nosotros los pobres és una pel·lícula mexicana de 1948. Correspon al gènere situat en el melodrama urbà. L'argument cinematogràfic és de Ismael Rodríguez i Pedro de Urdimalas, i aquest últim és qui interpreta en la cinta a un carregador de sobrenom el "topillos", autor d'una sèrie radiofònica que va obtenir gran popularitat amb el títol de Una tumba para llorar. La sèrie narrava la història d'una nena sobrenomenada "Viruta", filla d'un fuster simpàtic, enamoradís i molt pobre, però treballador i honrat. El personatge de "Viruta" va ser el que va interpretar Evita Muñoz "Chachita" en la pel·lícula, canviant-li només el sobrenom de "Viruta" pel de la jove estrella, ja que la radionovel·la va servir de base a l'argument cinematogràfic de la cinta Nosotros los pobres, l'última frase del qual la diu "Chachita" contestant una pregunta d'un altre personatge: «No senyora, ara ja tinc una tomba on plorar».
Ismael Rodríguez representa en el seu film la realitat d'un submón compost per seqüeles que integren l'amor, l'alegria i la desgràcia de la pobresa a Mèxic, desavantatge notable per a molts ciutadans respecte a la resta de la societat.

## Sinopsi
L'argument de la pel·lícula caracteritza la història d'un humil fuster de nom Pepe "el Toro" (Pedro Infante) que malgrat la seva pobresa, mai perd la humilitat, dignitat i amor profund per la seva neboda "Chachita" (Evita Muñoz) filla de la seva germana Yolanda, (Carmen Montejo) i la seva promesa Celia, sobrenomenada la "Chorreada" (Blanca Estela Pavón).
En anar transcorrent el film es van entreteixint històries diverses, però totes enfocades a la situació tan desesperant de ser pobre, la qual cosa sembla ser un delicte imperdonable per part de la societat.

### Cançons
- “Ni hablar, mujer”
- “Amorcito corazón”
- “En el pobre es borrachera”
- Arreglo de “Las mañanitas”

(Fons musicals de Manuel Esperón | Lletres de Pedro de Urdimalas)

## Repartiment
- Pedro Infante.... Pepe "El Toro"
- Evita Muñoz.... "Chachita"
- Carmen Montejo.... Yolanda "La tísica" (germana de Pepe)
- Blanca Estela Pavón.... Celia "La Romántica"
- Miguel Inclán.... Don Pilar (padrastre de Celia)
- Rafael Alcayde .... Lic. Montes
- Katy Jurado.... "La que se levanta tarde" (amiga de Celia)
- María Gentil Arcos.... "La paralítica" (mamà de Pepe i Yolanda)
- Delia Magaña.... "La Tostada"
- Amelia Wilhelmy.... "La Guayaba"
- Pedro de Urdimalas.... "Topillos" (amic de Pepe)
- Ricardo Camacho .... "Planillas" (amic de Pepe)
- Jorge Arriaga.... Ledo (assassí de la prestamista)
- Lucila Franco .... Doña Merenciana "La Portera" (mamà de Celia)
- Jesús García .... "El Camello"
- Roberto Ramírez Garza "l'apotecari"
- Abel Ascencio .... "El Pinocho"
- Jaime Jiménez Pons.... "El Gigolo"
- Conchita Gentil Arcos.... "La Prestamista"
- Julio Ahuet .... "El Bravero" (pres que li pren la medalla a Pepe)
- Víctor Torres .... Antonio Morales "Moralitos" (amic d'escola de Pepe i "El Pinocho")
- Salvador Quiroz.... Sacerdot
- Y los cuatro del Trío Cantarrecio
- Socorro Avelar.... dependenta de la tenda (germana del "Güíjolo")

## Banda sonora
Pedro de Urdimalas va ser qui va escriure les lletres de les cançons escoltades en la cinta, mentre que la música va ser composta pel cèlebre compositor del cinema mexicà Manuel Esperón. La popularitat de Pedro Infante i d'Evita Muñoz "Chachita" van ser clau per a l'èxit comercial de la cinta, i fou Amorcito Corazón lla cançó de més èxit de la trama. L'impacte d'aquesta cançó en la cultura popular mexicana ha estat tal que els grans cantants la continuen interpretant i gravant seixanta anys més tard.
Una altra cançó dels mateixos compositors inclosa en el film és: "Qué bonito es el querer", que al final de la tonada diu la frase: «¡Ni hablar mujer! ¡Traes puñal!»

## Recepció i llegat
Aquest film ocupa el lloc 27è dins de la llista de les 100 millors pel·lícules del cinema mexicà, segons l'opinió de 25 crítics i especialistes del cinema a Mèxic, publicada per la revista Somos el juliol de 1994.

## Seqüeles
Es van fer dues pel·lícules més com a continuació d'aquesta: Ustedes los ricos i Pepe El Toro. Originalment aquesta última va ser concebuda com una pel·lícula independent de les anteriors, ja que en aquell moment era costum realitzar pel·lícules amb una sola seqüela. En integrar-se a la línia de Pepe el Toro es van fer ajustos en l'argument, ja que el temps de la seva producció Blanca Estela Pavón havia mort en un accident aeri.

## Versió per a la televisió
En 1973 Nosotros los pobres va ser portada en format de telenovel·la amb el mateix títol sota la producció del mateix Ismael Rodríguez per Telesistema Mexicano (Televisa) amb les actuacions d'Alberto Vázquez com Pepe "El Toro" i María Fernanda Ayensa com Chachita. Sin embargo esta versión tuvo poco éxito y no logró sobresalir.